# 加蒂奈地区巴蒂伊
加蒂奈地区巴蒂伊（法語：Batilly-en-Gâtinais，法語發音：[batiji ɑ̃ ɡatinɛ]）是法国卢瓦雷省的一个市镇，位于该省中部偏北，属于皮蒂维耶区。

## 地理
加蒂奈地区巴蒂伊（48°4'25"N, 2°22'52"E）面积10.32 平方千米，位于法国中央-卢瓦尔河谷大区卢瓦雷省，该省份为法国中北部省份，北起埃松省，西北接厄尔-卢瓦省，西南接卢瓦-谢尔省，南至涅夫勒省和谢尔省，东临约讷省，东北接塞纳-马恩省。
与加蒂奈地区巴蒂伊接壤的市镇（或旧市镇、城区）包括：布瓦讷、加蒂奈地区巴维尔、博讷拉罗朗德、布瓦科曼、库尔塞勒勒鲁瓦、里马尔德河畔楠克赖、圣米歇尔。

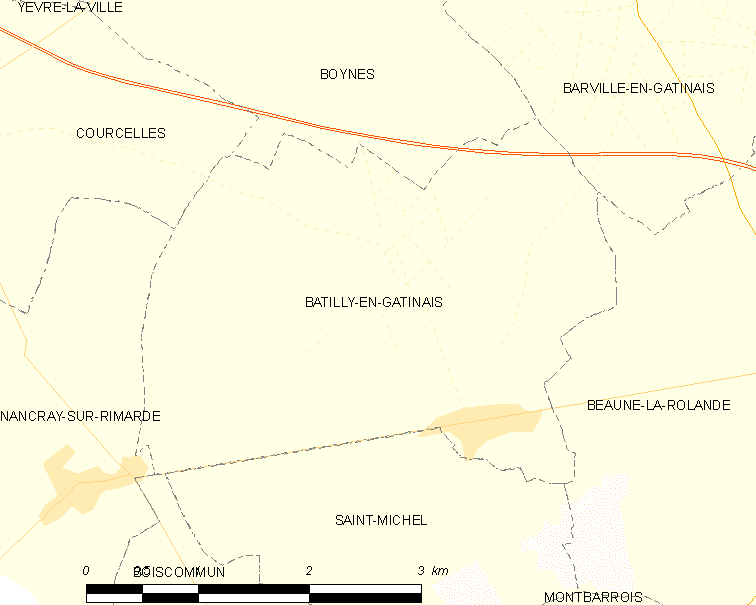
加蒂奈地区巴蒂伊的OSM定位图

加蒂奈地区巴蒂伊的时区为UTC+01:00、UTC+02:00（夏令时）。

## 行政
加蒂奈地区巴蒂伊的邮政编码为45340，INSEE市镇编码为45022。

## 政治
加蒂奈地区巴蒂伊所属的省级选区为勒马勒塞布瓦县。

## 人口

1962-2008年间加蒂奈地区巴蒂伊人口变化图示

加蒂奈地区巴蒂伊于2022年1月1日时的人口数量为447人。